# Hồ Assal (Djibouti)
Hồ Assal (tiếng Ả Rập: بحيرة عسل Buḥayrah ʿAsal, nghĩa là 'Hồ mật ong') là một miệng núi lửa ở miền trung tây Djibouti. Vị trí hồ ở điểm cuối phần phía tây của vịnh Tadjoura thuộc vùng Tadjoura, tiếp giáp một phần với vùng Dikhil, tại đầu của Thung lũng tách giãn Lớn, cách 120 km (75 mi) về phía tây của thành phố Djibouti. Assal là một hồ nước mặn nằm ở độ sâu 155 m (509 ft) so với mực nước biển trong vùng Tam giác Afar, khiến nó là điểm thấp nhất trên đất liền ở Châu Phi và là điểm thấp thứ ba trên Trái Đất sau Biển hồ Galilee và Biển Chết. Không có dòng chảy nào bắt nguồn từ hồ và do tình trạng bốc hơi cao, độ mặn của nước hồ cao gấp 10 lần so với độ mặn nước biển, khiến nó trở thành hồ nước có độ mặn thứ ba trên thế giới xếp sau hồ Don Juan và Gaet'ale. Assal là khu dự trữ muối lớn nhất thế giới, được khai thác theo bốn khu chuyển nhượng được bàn giao vào năm 2002 ở phần cuối phía đông nam của hồ; phần lớn sản xuất (gần 80%) được nắm giữ bởi Société d'Exploitation du Lac (Công ty khai thác hồ) và Société d'Exploitation du Salt Investment S.A de Djibouti.
Hồ được coi là "kho báu quốc gia", đã được bảo vệ theo luật Số 45/AN/04/5L của Kế hoạch hành động môi trường quốc gia năm 2000. Tuy nhiên, luật không xác định giới hạn ranh giới của hồ. Do việc khai thác muối từ hồ không được kiểm soát, một Kế hoạch đã nhấn mạnh tính cần thiết của việc quản lý khai thác để tránh tác động tiêu cực đến môi trường hồ. Chính phủ Djibouti đã đề xuất với UNESCO để công nhận khu vực Hồ Assal và núi lửa Ardoukoba là Di sản thế giới.

## Địa lý

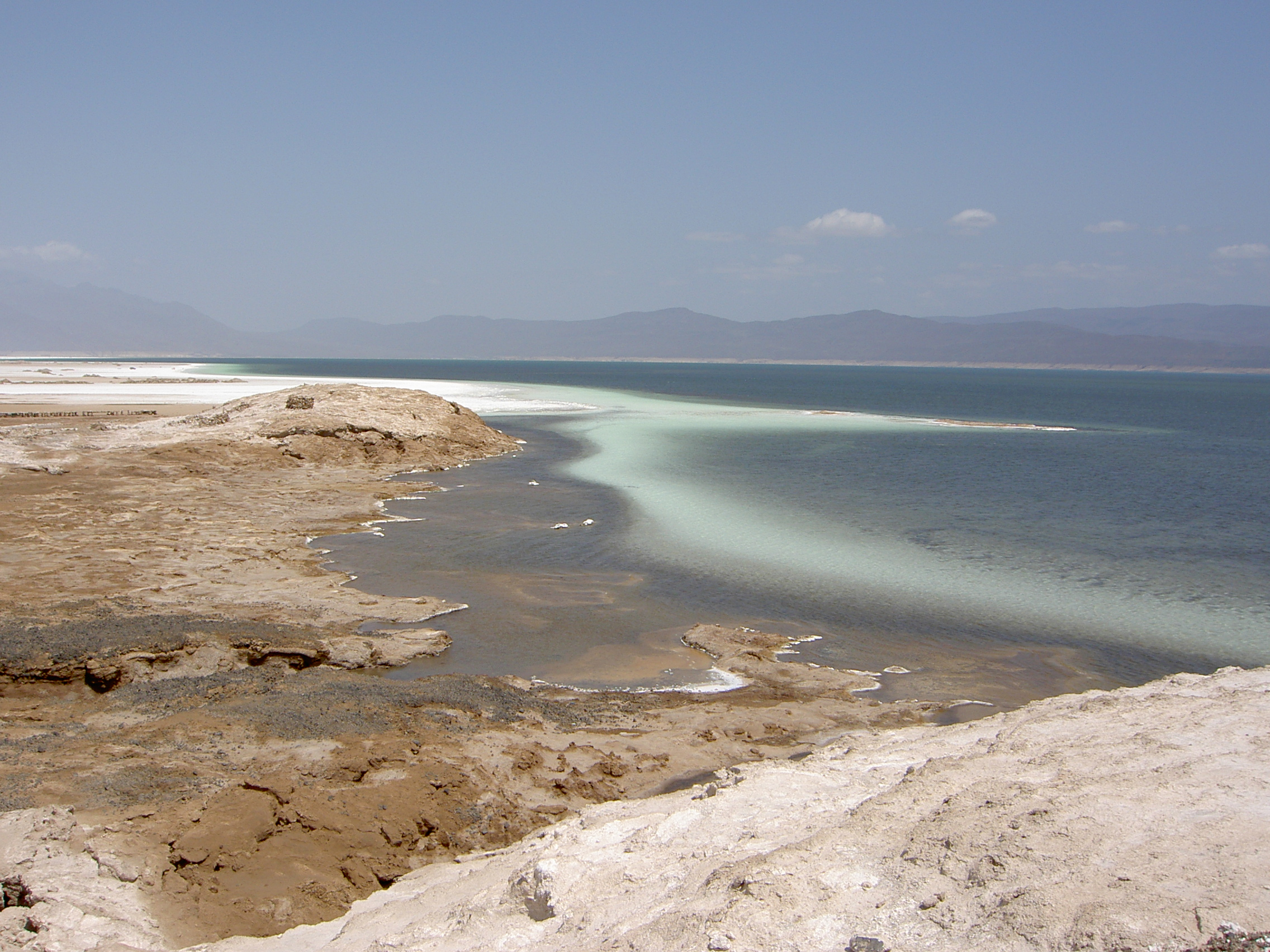
Hồ Assal, với chảo muối bên trái

Hồ Assal nằm ở miền trung nước Djibouti, bên trong một vùng trũng khép kín ở phần cuối phía bắc của Thung lũng tách giãn Lớn. Hồ nằm trong sa mạc Danakil, được bao bọc bởi những ngọn đồi ở khu vực phía tây. Hồ nằm ở độ cao 155 m (509 ft) thấp dưới mực nước biển, nên hồ là điểm thấp nhất của lục địa châu Phi. Hồ có đặc điểm đặc trưng bởi hai phần. Phần khô của hồ là kết quả từ sự bốc hơi của nước hồ, là một lòng hồ khô trắng trơn ở phía tây và tây bắc, đó là một vùng muối rộng lớn. Phần thứ hai là vùng nước với độ mặn cao. Khu vực đầu nguồn của hồ rộng khoảng 900 km2 (350 dặm vuông Anh).

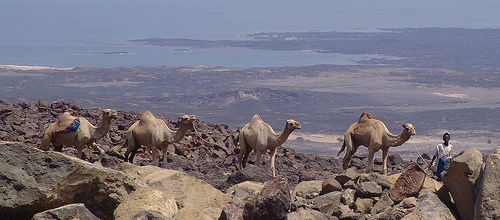
Tuyến đường mà các đoàn lữ hành băng ngang Hồ Assal

Hồ Assal có hình dạng bầu dục (chiều dài 19 km (12 mi) và chiều rộng 6,5 km (4,0 mi)), bao gồm hai phần riêng biệt; một là "bề mặt khô kết tinh muối" với diện tích xấp xỉ 68 km2 (26 dặm vuông Anh) và hai là vùng nước muối với độ mặn cao có diện tích khoảng 54 km2 (21 dặm vuông Anh). Vùng muối kết tinh có độ dày hơn 60 m (200 ft) với khối lượng tài nguyên muối ước tính khoảng 300 triệu tấn. Vùng nước của hồ kéo dài 10 nhân 7 km (6,2 nhân 4,3 mi) và có một khu vực nước muối rộng khoảng 54 km2 (21 dặm vuông Anh). Độ sâu tối đa là 40 m (130 ft), độ sâu trung bình là 7,4 m (24 ft), khối lượng nước là khoảng 400 triệu mét khối (320.000 acre⋅ft)
Hoạt động khai thác muối tiến hành bởi bộ lạc du mục cưỡi lạc đà Afar và bộ lạc Issa dọc theo bờ hồ Assal, đồng thời với khai thác là việc thiết lập các tuyến đường cho các đoàn vận chuyển. Các tuyến đã liên kết hồ với những ngọn núi ở Ethiopia, diễn ra hoạt động trao đổi hàng hóa như lúa miến, than và các mặt hàng khác. Muối cũng được trao đổi với vùng Nam Abyssinia để lấy các mặt hàng như cà phê, ngà, xạ hương, và cả (trong lịch sử) nô lệ. Đó là nguồn của cải cho các bộ lạc địa phương. Trong hai thập kỷ gần đây, khai thác công nghiệp đã được mở rộng cùng với sự phát triển của những con đường liên kết vịnh Ghoubbet El Kharab với vịnh Tadjoura. Con đường hiện tại đến hồ Assal đã được trải nhựa. Nó nằm cách thành phố Djibouti 120 km.
Mực nước của hồ đã được báo cáo đang rút từ mốc 50 ft trên bờ hồ xuống mức như hiện tại.

## Khí hậu
Hồ nằm trong vùng sa mạc nóng bỏng, hồ trải qua nhiệt độ mùa hè cao đến mức 52 °C (126 °F) kéo dài từ tháng 5 đến tháng 9. Nhiệt độ mùa đông không thấp hơn 34 °C (93 °F) kéo dài từ tháng 10 đến tháng 4 với mưa ở khu vực ven biển. Gió mạnh, khô, nóng là một phần của môi trường khu vực hồ. Sự thay đổi nhiệt độ hàng tháng được báo cáo là 6 °C, (10.8 °F). Trong mùa hè, gió nóng khô thổi theo hai hướng là gió Sabo từ phía tây nam và gió Khamsin từ phía tây bắc. Gió trong tháng 10 và tháng 4 thổi từ phía đông, dẫn đến những cơn mưa rào.
Lượng mưa thay đổi rất lớn với các cơn mưa ghi nhận trong tháng 1, tháng 4, tháng 5 và tháng 10. Tháng 6 đến tháng 8 là những tháng khô ráo. Lượng mưa trung bình hàng năm vào năm 1993 và 1997 được báo cáo là 773 mm (30,4 in) và 381 mm (15,0 in). Lượng mưa thấp nhất ở mức 23 mm (0,91 in) được ghi nhận vào năm 1996.
Nhiệt độ nước trong hồ là 33–34 °C. Tuy nhiên, khi tốc độ gió thấp và bốc hơi cũng thấp, nhiệt độ nước là 20 °C ở bề mặt hồ và trên 25 °C ở độ sâu nông trong lòng hồ. Màu nước hồ cũng thay đổi theo thời gian trong ngày, đôi khi xuất hiện màu huỳnh quang. Vào buổi trưa, mặt nước trông khác thường với màu ngọc lục bảo trên nền của bờ biển trắng như tuyết.

## Địa chất học

### Lịch sử

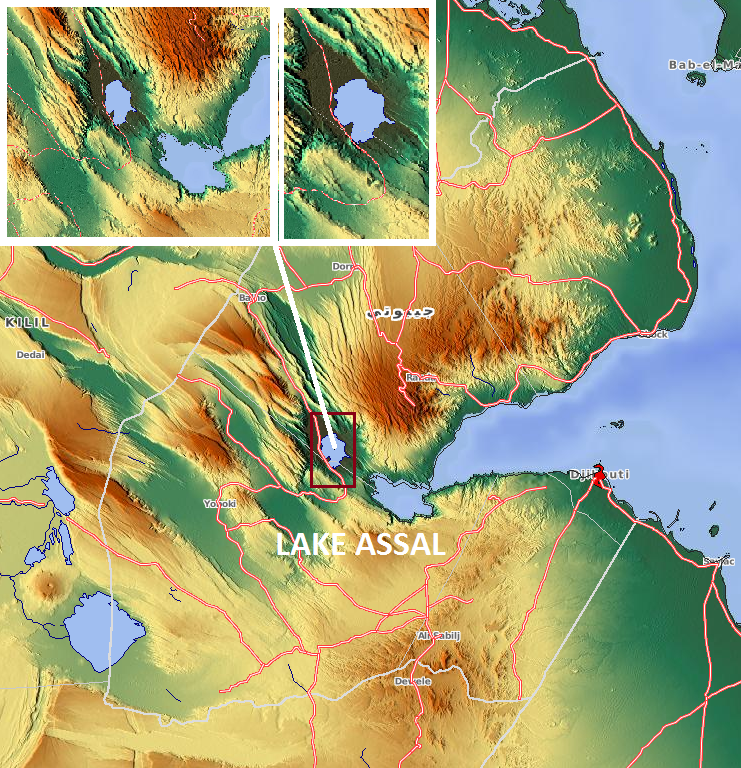
Hồ Assal

Lịch sử địa chất của hồ được nghiên cứu bởi các nhà địa chất học người Pháp, họ đã so sánh nó với địa chất của Hồ Danakil. Theo nghiên cứu này, hồ ban đầu chứa nước ngọt nằm trên các lớp tufa, mac-nơ và caliche dày khoảng 15 m (49 ft). Với độ cao xấp xỉ 100 m (330 ft) xác của "Melanoides tubeculatus (Melania tuberculata), Corbicula consobrina và Coelatura teretiuscula" được ghi nhận là "yên nghỉ trên bazan". Ở tầng nền hiện tại, sự hình thành của marl với Ervilius purpura và cerithium sp., là dấu hiệu của sự biến đổi dần dần trong nhiều thế kỷ để chuyển hồ thành hồ nước mặn; lý do có thể bởi nền cơ sở của hồ là đầm phá hoặc tình trạng xâm nhập biển. Đá diatomit chứa xác Navicula, trầm tích kankar với các tản thạch cao được phân biệt phía trên dải nước muối. Các dải này chuyển đổi các lớp thạch cao thành các lớp đá muối; các lớp này có thể được nhìn thấy bên trên mực nước hồ.